# Kung Alles borg
Kung Alles borg är en medeltida borg i Tävelsås socken i Växjö kommun i Småland. 
Av borgen finns idag bara en ruinkulle kvar. Kullen är ca 80 x 30 meter till ytan och som mest 1,5 meter hög. På en del ställen syns rester av kallmurade grundmurar. I norra änden finns lämningar efter en källare. I söder finns en sentida jordkällare. Kung Alle syftar på en av Peter Rudbeck påhittad kung i Allatorp.